# Мохіто

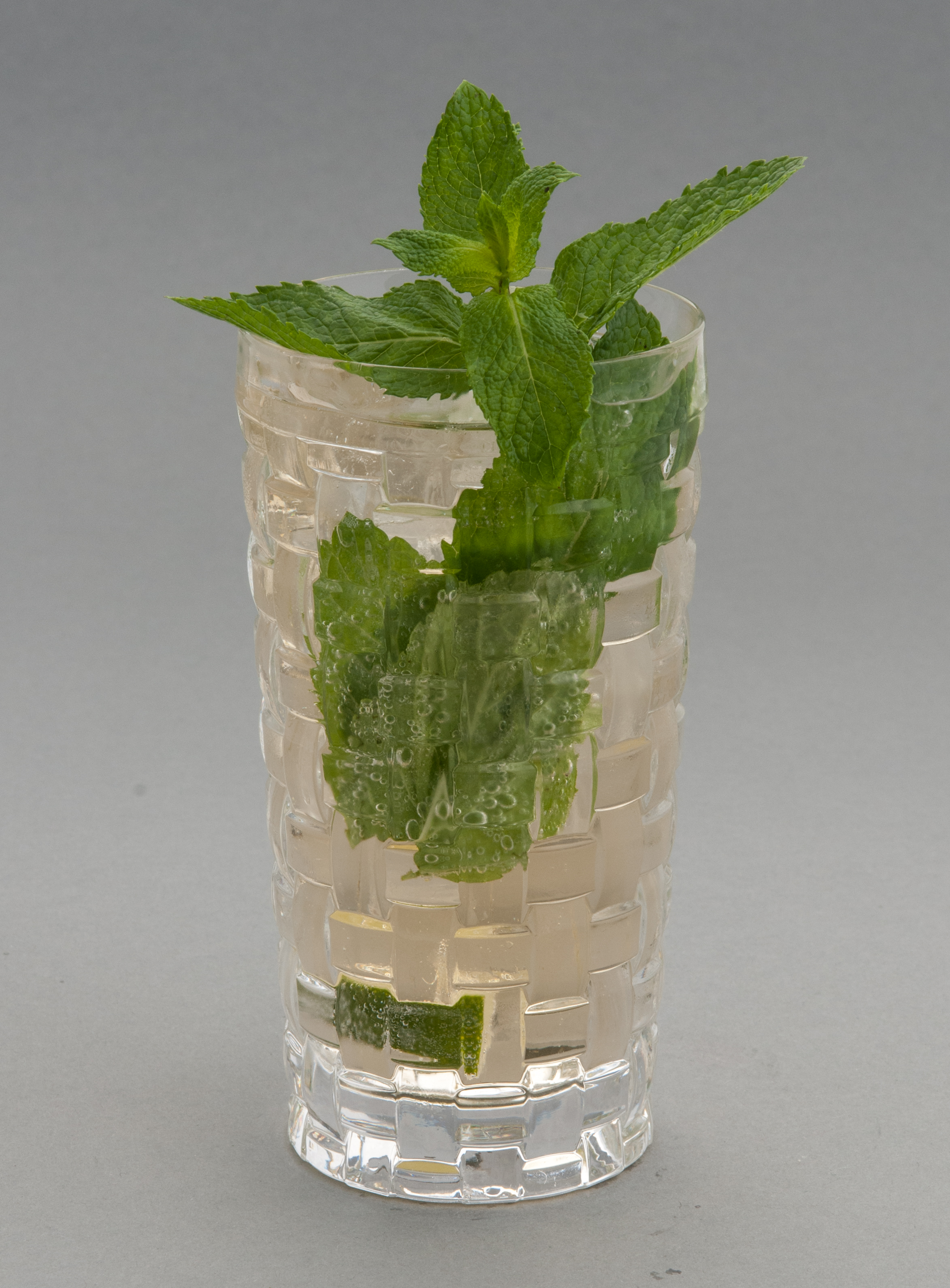
Мохіто

Мохі́то (ісп. mojito) — традиційний кубинський алкогольний коктейль. Також популярна безалкогольна версія мохіто, у яку не додають ром. Класифікується як лонґ дрінк (англ. long drink). Належить до офіційних напоїв Міжнародної асоціації барменів, категорія «Сучасна класика» (англ. Contemporary classics).

## Інгредієнти
Мохіто традиційно виготовляють з білого рому, цукру (на Кубі застосовується коричневий тростинний цукор), лайму, газованої води та м'яти.

## Приготування
Готуючи мохіто, спочатку додають сік лайму до цукру і кладуть листочки м'яти. Отриману суміш обережно мнуть. Бажано, щоб листки м'яти були тільки пошкоджені, а не роздроблені. Так щоб виділились ефірні олії. Далі додається ром і суміш перемішується, щоб цукор розчинився. Згодом кладеться лід і додається газована вода. Листки м'яти та шматочки лайму застосовуються для прикрашання келиху з коктейлем.